# ISLAM
Pour les articles homonymes, voir Islam.
ISLAM (acronyme d'« Intégrité - Solidarité - Liberté - Authenticité - Moralité ») est un parti politique islamiste belge fondé en 2012. Cette formation politique islamiste extrémiste intégriste, prônant la charia est considérée comme un groupuscule chiite dans la lignée de l'interprétation iranienne de l'islam, vise à l'établissement d'un État islamique en Belgique.

## Histoire
Le fondateur du parti, Redouane Ahrouch, Belge  d'origine  marocaine et membre fondateur au début des années 1990 de la principale mosquée chiite de Bruxelles, la Mosquée Rida (en référence à Ali ar-Rida, dont la tombe est le principal lieu de pèlerinage en Iran), s'est investi d'abord, début 1999, dans un parti qui s'appelait Noor, qui a eu un succès limité aux élections législatives de 1999 (0,15 %) et de 2003 (0,14 %).
Le parti est créé pour les élections communales et provinciales de 2012. Des listes « ISLAM » sont présentes, avec un candidat unique dans les communes de Bruxelles-ville, Anderlecht et Molenbeek-Saint-Jean. Les résultats obtenus sont de 5 150 voix et deux élus ; Redouane Ahrouch avec 1 839 voix (4,1 %) à Anderlecht et Lhoucine Aït Jeddig à Molenbeek-Saint-Jean avec 1 478 voix (4,1 %). Abdelhay Bakkali Tahiri n'a pas été élu à Bruxelles-ville (1 833 voix soit 2,9 %). En octobre 2013, Laurent Louis, député fédéral, rejoint le parti, essaie d'en écarter un de ses membres avant d'être exclu au bout de quelques semaines.
En 2014, le parti a présenté des listes aux élections fédérales et régionales à Bruxelles et à Liège. Elles obtiennent un total de 13 719 voix, soit 0,2 % des suffrages.
Selon un sondage de La Libre Belgique effectué en 2015, le parti pèse un peu plus de 2 % dans la région de Bruxelles-Capitale et est insignifiant en région flamande et en région wallonne.
En 2018, lors des élections communales et provinciales, le parti obtient 1,8 % des voix à Molenbeek-Saint-Jean et 1,6 % dans la ville de Bruxelles. À Anderlecht, la liste du parti avait été écartée, empêchant ainsi Redouane Ahrouch de se représenter pour un nouveau mandat. Le parti n'a donc plus aucun conseiller communal.

## Idéologie
Les dirigeants de ce parti revendiquent « militer pour le droit de tous les musulmans ». Selon Ricardo Gutiérrez, journaliste spécialiste des convictions religieuses, « ce parti serait relativement proche, ou dans la lignée des chiites iraniens ».
Selon Redouane Ahrouch, dirigeant du parti, l'objectif à terme est de faire de la Belgique un État islamique, s’appuyant sur le Coran. Pour y parvenir, il souhaite reprendre le programme du parti politique Noor, qu'il avait fondé en février 1999, composé d'une liste de 40 réclamations, parmi lesquelles le « rétablissement de la peine capitale pour les crimes odieux », « favoriser le mariage dès l'adolescence et sévérité pour le divorce », ou encore « pénaliser l'avortement ainsi que l'euthanasie »,.

## Membres
- Le leader du parti Redouane Ahrouch (tête de liste à la Chambre des représentants à Bruxelles), personnalité très active depuis le début des années 1990 dans la communauté chiite de Bruxelles. Ce dernier est condamné pour sexisme en 2022 pour avoir refusé de serrer la main des femmes.
- Abdelhay Bakkali Tahiri (président et tête de liste à la Région de Bruxelles-Capitale en 2014)
- Ismail Karakis (vice-président pour la communauté française et tête de liste à Liège pour la Chambre en 2014)
- Brahim Datoussaid (président de la fédération bruxelloise et transfuge du PS[10],[11])
- Mohamed Guermit (président de la fédération liégeoise et tête de liste à Liège pour la région wallonne en 2014)[12]

## Polémiques et condamnation
Lors de sa création, le parti diffuse un discours pacifiste et bienveillant. Son programme vise principalement à une meilleure intégration des musulmans en Belgique, notamment concernant plusieurs actes prétendus discriminatoires à leur égard à propos de l'embauche professionnelle, d’agissements contestés de la police, de difficultés d'obtention de prestations de chômage et du CPAS, de distribution des repas halal dans les cantines, l'autorisation du port du foulard à l'école et l'accord de jours de congés confessionnels, où d'après le président du parti, Abdelhay Bakkali Tahiri, « les musulmans sont trop souvent vus comme des citoyens de second rang ».
Très rapidement, le parti suscite l'inquiétude de certains citoyens belges. Après avoir été élus lors des élections de 2012, les deux responsables du parti, Redouane Ahrouch et Lhoucine Aït Jeddig, ont un discours sensiblement différent, visant à établir un État islamique en Belgique et y instaurer la charia. Ces inquiétudes se manifesteront par la diffusion d'une pétition visant à interdire le parti.
Une fois élus, Redouane Ahrouch et Lhoucine Aït Jeddig reçoivent des félicitations officielles de l’organisation mondiale chiite Ahl al-bayt, basée à Téhéran, qui les invite à se rendre dans la capitale iranienne. Redouane Ahrouch, principal leader du parti, déclare par la suite : « Je suis chiite, c’est vrai, mais la liste ISLAM est un parti islamique et rien d’autre ». Cette appartenance soulève une certaine inquiétude concernant l'influence que pourrait avoir l'Iran sur un parti politique belge, alors que la majorité des musulmans belges, y compris bruxellois, sont sunnites,,.
Le 21 octobre 2013, Laurent Louis, qui s'était auto-proclamé président du parti selon ses représentants, se sépare de Redouane Ahrouch, un des deux conseillers communaux, pour « graves divergences idéologiques et politiques ». Une semaine plus tard, Laurent Louis est démis de ses fonctions pour avoir tenté de s'approprier le parti, bien que l’intéressé déclare en être encore le président. Il lance alors, le 1er novembre, un nouveau mouvement : Debout Les Belges,,,,,.
Le 20 juillet 2016, trois élus MR annoncent vouloir interdire le parti ISLAM en Belgique au motif, selon eux, qu'il « utilise la liberté d’expression pour combattre nos valeurs fondamentales ».
Début avril 2018, la N-VA, l'Open VLD et le CD&V expriment leurs préoccupations face à certains points du programme de ce parti qui ont fuité dans la presse. Ainsi, selon Theo Francken, le parti ISLAM appellerait « sans complexe à l'introduction de la charia [qui] est en violation avec les droits de l'homme. Les partis pour la charia sont donc antidémocratiques. ». Le fondateur du parti, Redouane Ahrouch, a aussi proposé de séparer les hommes des femmes dans les transports publics, ce qui a fait réagir des membres du CD&V. Richard Miller, député MR, réaffirme son intention d'interdire ce parti qui va «  à l'encontre de nos libertés et droits fondamentaux inscrits dans la Constitution ». Un souhait qu'il avait déjà exprimé lors des élections de 2012 et qui s'est traduit par l'introduction de deux propositions de modification de la Constitution, notamment l'inscription de la laïcité et de la neutralité de l'État.
Par ailleurs, lors d’un entretien se tenant pendant cette campagne électorale, Redouane Ahrouch refuse de se faire maquiller par une femme, de serrer la main aux autres candidates ainsi que de regarder celles-ci dans les yeux. Son attitude crée une polémique en Belgique. À la suite des plaintes déposées par la journaliste Emmanuelle Praet et par l’Institut pour l'égalité des femmes et des hommes, le tribunal correctionnel de Bruxelles le condamne en avril 2019 à six mois de prison avec sursis pour s’être rendu coupable de discrimination envers une femme ; il est en outre condamné à verser des dommages et intérêts aux plaignantes. Dans ses attendus, le tribunal note que les « faits étaient d'une gravité certaine en ce qu'ils sont attentatoires au respect dû à autrui et dénotent un mépris du respect dû à la loi et des règles essentielles de la vie en société ». En juin 2022, la Cour de cassation confirme la condamnation de Redouane Ahrouch.
Selon Françoise Schepmans, bourgmestre de Molenbeek de 2012 à 2018 : « Islam est un groupuscule chiite qui entretient peu de contacts avec les mosquées de la commune ». Elle souhaite interdire au parti l'utilisation du mot « islam » car le groupuscule n'est pas représentatif de cette religion.